# ロイコチトゾーン
ロイコチトゾーンはアピコンプレックス門に属する寄生性原生生物。鳥類の赤血球内に寄生してロイコチトゾーン病を引き起こす病原体で、ブユ（または例外的にヌカカ）によって媒介される。分類学的にはロイコチトゾーン属(Leucocytozoon)におよそ50種が知られており、中でもニワトリに感染する鶏ロイコチトゾーン(Leucocytozoon (Akiba) caulleryi)は畜産上重要な病原体である。

## 形態
ロイコチトゾーンは、住血胞子虫の中で血球中に感染しても増殖を行わないことと、ヘモゾインを生じないことを特徴としている。

## 生活環
ロイコチトゾーンの生活環は1930年代に解明された。
媒介者であるブユの唾液腺にはスポロゾイト（種虫、sporozoite）が集合しており、吸血の際に唾液とともに鳥類に侵入する。スポロゾイトは肝臓に到達すると細胞内でシゾゴニー（増員生殖、schizogony）を行う。生じたメロゾイト（娘虫体、merozoite）は、赤血球、白血球、マクロファージ、内皮細胞などに侵入する。マクロファージや内皮細胞ではシゾゴニーを行い再びメロゾイトを生じるが、赤血球や白血球では生殖母体 (gametocyte) が生じてこれが吸血に伴って媒介者へ移る。生殖母体には雌雄があり、ブユの消化管で配偶子(gamete) を生じて有性生殖が行われる。接合子には運動能があってオーキネート（ookinete、虫様体）と呼ばれ、それが消化管上皮細胞に侵入してスポロゴニー (sporogony) が行われる。減数分裂を経て生じたオーシスト (oocyst) は破裂して多数のスポロゾイトを放出し、それが体腔液中を漂って唾液腺に集合する。
鶏ロイコチトゾーンの生活環は例外的である。媒介者はヌカカであり、スポロゾイトは肝臓ではなく、随所の毛細血管内皮細胞で増殖を行う。また生殖母体は赤血球のみで発育する。

## 分類
住血胞子虫目ロイコチトゾーン科の所属であるが、住血胞子虫目内部の分類体系は系統関係を反映しておらず、将来的な整理を待つ状況である。
ロイコチトゾーン属は2亜属に区分されている。
Leucocytozoon亜属
ブユを終宿主とし、中間宿主への感染後は最初に肝細胞で増殖を行う。ほぼ全ての種はこの亜属に含まれている。
Akiba亜属
ヌカカを終宿主とし、中間宿主への感染後は各所の毛細血管内皮細胞で増殖を行う。鶏ロイコチトゾーンL. (A.) caulleryiのみが属している。亜属名はこの種の終宿主を発見した家畜衛生試験場の秋葉和温博士に対する献名である。
分子系統解析ではLeucocytozoon亜属が住血胞子虫目の基部で単系統群となるのに対し、Akiba亜属はヘモプロテウス属のうち同じくヌカカを終宿主とするものと姉妹群となる。すなわちAkiba亜属を含めたロイコチトゾーン属全体は多系統的である。